# Vladimir (Blagorazumov)
Vladimir (světským jménem: Iosif Ivanovič Blagorazumov; 15. dubna 1845 – 8. října 1914, Nižyn) byl ruský duchovní Ruské pravoslavné církve a biskup blagověščenský a priamurský.

## Život
Narodil se 15. dubna 1845 v Penzenské gubernii jako syn diákona.
Dokončil Penzenský duchovní seminář a 14. listopadu 1866 byl rukopoložen na jereje. Stal se knězem ve městě Gorodišče. Před vysvěcením se oženil a roku 1877 ovdověl.
Během rusko-turecké války (1877–1878) se účastnil činnosti místního Červeného kříže.
Roku 1882 dokončil studium na Kazaňské duchovní akademii s titulem kandidáta bohosloví a právem získat magisterský titul. Magisterský titul získal 31. prosince 1896.
V letech 1882–1887 byl správcem Penzenského duchovního učiliště.
V letech 1887–1891 přednášel Písmo svaté na Volyňském duchovním semináři. Dne 14. srpna 1888 byl postřižen na monacha a přijal mnišské jméno Vladimir. Ve stejném období byl předsedou Bratrstva Zjevení a svatého Mikuláše a redaktorem Počajivského listoku. V letech 1891–1897 přednášel Písmo svaté na Kišiněvském duchovním semináři.
Dne 1. prosince 1897 se stal starším členem Petrohradské duchovní cenzurní komise a současně byl povýšen na archimandritu.
Roku 1901 byl Nejsvětějším synodem zvolen biskupem sarapulským a vikářem vjatské eparchie. Dne 4. února 1901 proběhla v chrámu Kazaňské ikony Matky Boží v Petrohradu jeho biskupská chirotonie. Světiteli byli metropolita petrohradský a ladožský Antonij (Vadkovskij), metropolita moskevský a kolomenský Vladimir (Bogojavlenskij), arcibiskup cholmský a varšavský Ieronim (Ekzempljarskij) a biskup kišiněvský a chotyňský Iakov (Pjatnickij).
Dne 5. dubna 1902 se stal biskupem michajlovským a vikářem rjazaňské eparchie.
Dne 3. listopadu 1906 byl ustanoven biskupem priamurským a blagověščenským. Dne 22. května 1909 byl penzionován.
Dne 9. listopadu 1912 byl jmenován představeným monastýru Zvěstování přesvaté Bohorodice v Nižynu.
Zemřel 8. října 1914 v Nižynu.